# Telemaquia
La Telemaquia (en griego, Τηλεμάχεια) es un término que se aplica tradicionalmente a los primeros cuatro cantos de la Odisea, poema épico de Homero. Se llaman así porque, al igual que hace la Odisea con la historia de Odiseo, cuentan la historia de Telémaco desde que sale de casa y parte de viaje por primera vez en busca de noticias sobre su padre desaparecido hasta los acontecimientos de la vuelta.

## LaTelemaquiacomo introducción a laOdisea
La Odisea es un nostos que cuenta la historia del viaje de vuelta a casa (Ítaca) de Odiseo, conseguido finalmente después de 10 años de la guerra de Troya. Odiseo, sin embargo, no aparece directamente en la narración hasta el libro 5. En lugar de eso, la Telemaquia da el efecto de la ausencia de Odiseo en su familia, Telémaco en particular. El primero de los cuatro libros de la Odisea da al lector una idea de lo que está pasando en el palacio de Ítaca. Hay multitud de pretendientes pidiendo la mano de Penélope en matrimonio, aprovechando la ausencia del rey del país. Ha habido una terrible caída de la riqueza familiar, ya que dichos pretendientes han sido invitados de manera permanente, mientras Penélope aplazaba su elección durante tres o cuatro años. Un Telémaco exaltado quiere ejecutar a los pretendientes, y de hecho anuncia su intención de hacerlo, pero no es lo bastante fuerte para llevar a cabo su amenaza. Homero entonces da a Telémaco un motivo para irse de Ítaca, y el lector con este retrato de Ítaca comienza a ver en el contexto la llegada a casa de Odiseo y a ver la importancia de su viaje.

## El rito de paso de Telémaco

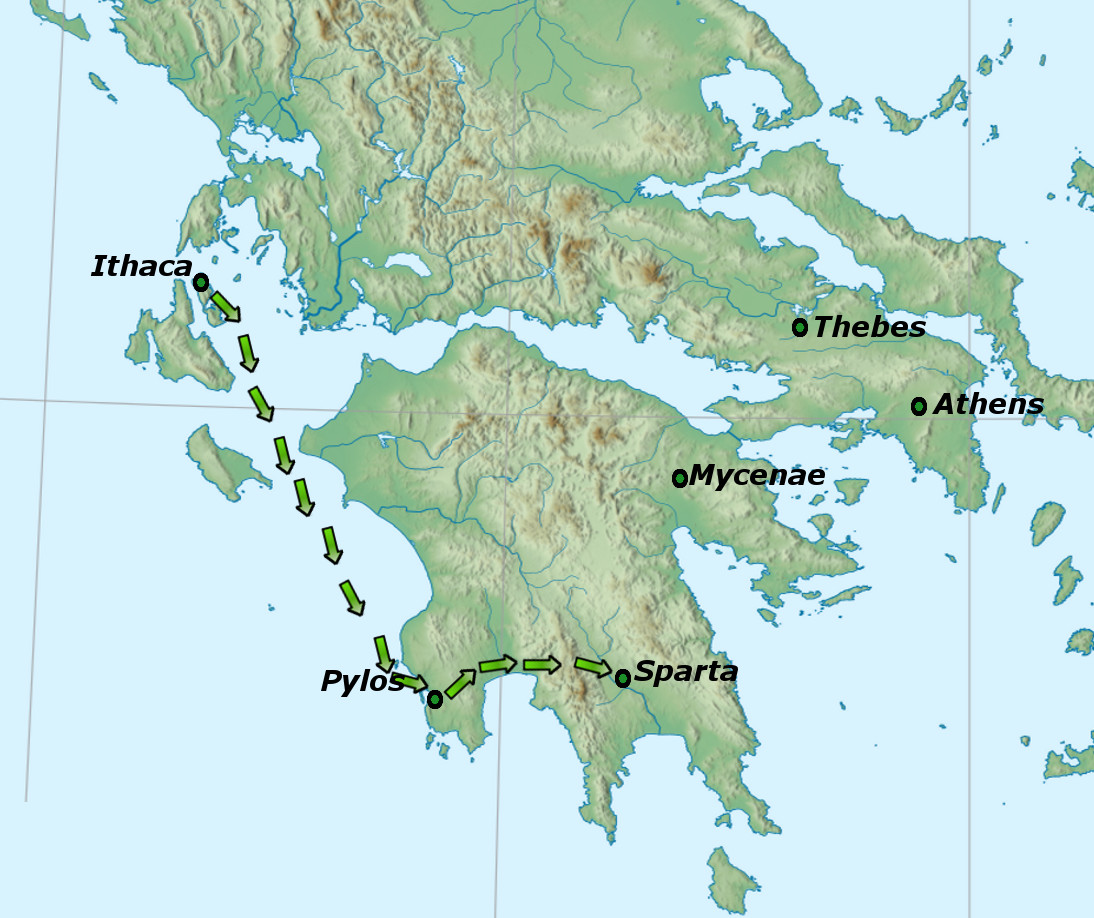
Mapa del viaje de Telémaco.

Los expertos en Homero reconocen normalmente la Telemaquia como la historia del tránsito del héroe del mismo nombre de la adolescencia a la madurez. Sólo después de haber pasado por este tránsito, es cuando Telémaco estará preparado para ayudar a Odiseo a matar a los pretendientes en el libro 22. Su primer paso hacia la hombría es un paso figurativo: en el libro 1 Penélope intenta dictar qué canciones debería cantar un bardo para los pretendientes. Telémaco (345ff.) le regaña, y la manda de vuelta a su habitación; esta señal es la primera en la que Telémaco se coloca a sí mismo como la cabeza de la casa en la Odisea.
En el libro 2 Telémaco intenta consolidar su autoridad cuando ordena a los pretendientes que se marchen de su país. Pero como Telémaco es, según sus propias palabras (61-2), "un alfeñique sin valor alguno", los pretendientes se niegan. Telémaco anuncia entonces su intención de visitar Esparta y Pilos en busca de noticias sobre su padre. Su primer viaje lejos de casa es una parte importante del tránsito figurativo de la adolescencia a la madurez.
En el libro 3 Telémaco es educado en el antiguo contrato social griego entre los anfitriones y sus huéspedes. El concepto, llamado "xenía", es sencillo: el anfitrión debe ofrecer a los huéspedes aquello que quieran, y los huéspedes no deben abusar de esta generosidad, ya que podrían encontrarse en el rol de anfitrión en el futuro. Néstor, el rey de Pilos, sirve de ejemplo de este contrato social. Para ir más allá, La narración de la historia de Néstor permite a Homero contar mitos que quedan fuera de la competencia de la Odisea. Nos sitúa en la guerra de Troya, alabando a Odiseo por su astucia. Telémaco empieza a aprender y apreciar qué tipo de hombre era su padre. La historia que Néstor cuenta de Orestes sirve en particular como modelo a seguir para Telémaco: al igual que Orestes mató al despótico pretendiente que ocupaba el trono del estado su padre Agamenón, Telémaco debería matar a los pretendientes y reclamar el estado de su propio padre.

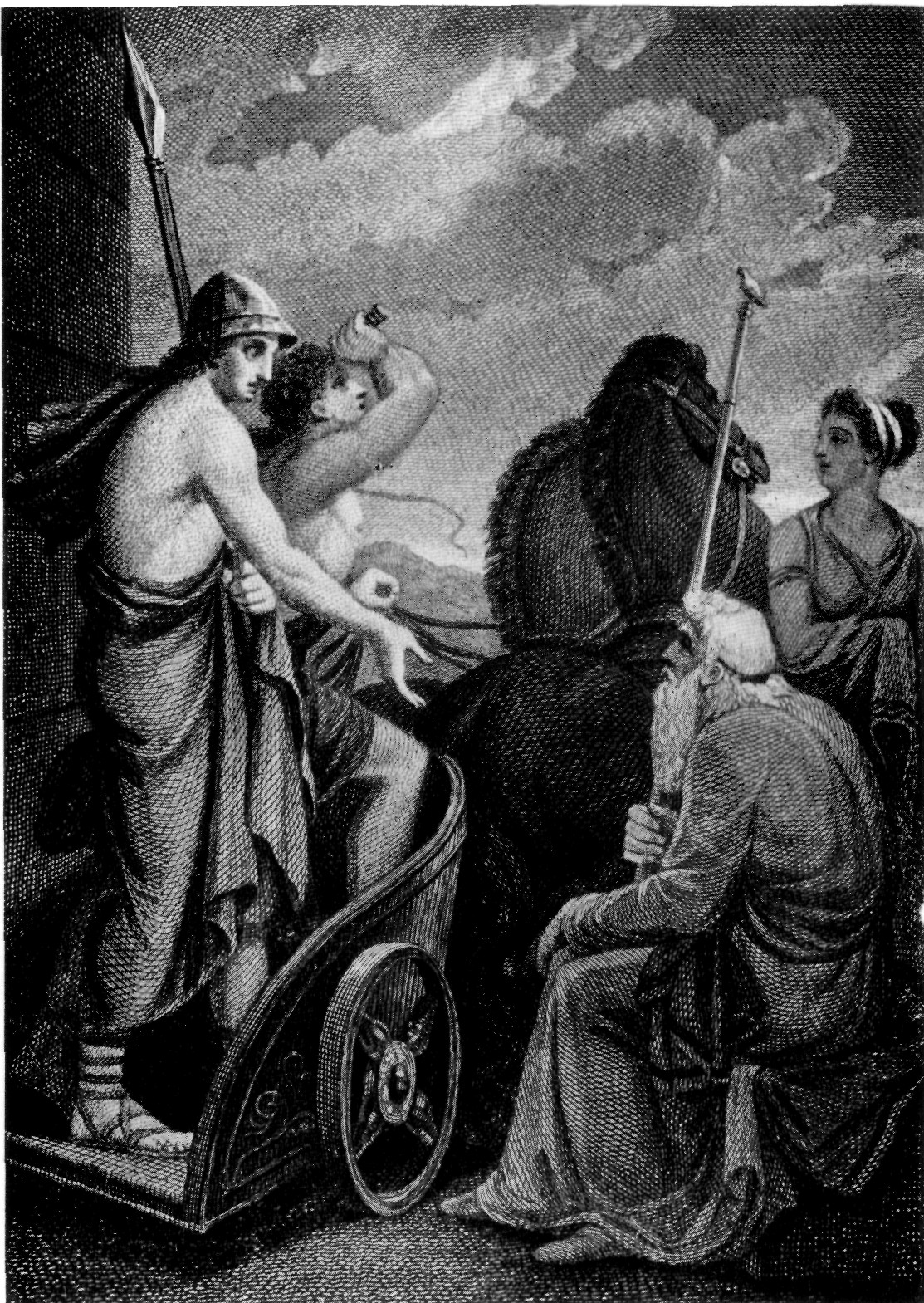
Telémaco despidiéndose de Néstor - Pintura del artista Henry Howard, (1769-1847) - Proyecto Gutenberg eText 13725

En el libro 4, Telémaco visita a Menelao en Esparta. A través del relato de Menelao, Homero narra aún más los mitos de la guerra de Troya que no son estrictamente del ámbito de Odiseo. Menelao le cuenta a Telémaco de su propia desviación en Egipto al regresar de la guerra de Troya, durante la cual se enteró de que Odiseo todavía estaba vivo como virtual cautivo de la reina Calipso. Su esposa Helena recuerda una de las hazañas de Odiseo durante la guerra, lo que incita a Menelao a contar sus propias historias sobre el heroísmo de Odiseo en la guerra. Estos cuentos de valentía y astucia educan aún más a Telémaco sobre su padre, y sirven como ejemplos futuros de heroísmo a los cuales debería aspirar. La historia de Orestes es relatada nuevamente para inspirar a Telémaco a tomar acciones contra los pretendientes. Telémaco toma sus propios pasos para la hombría cuando abandona Esparta. Mientras que cuando había arribado a Pylos estaba incluso asustado de hablar con Néstor, luego de dejar a Menelao tiene la suficiente confianza en sí mismo como para pedir un regalo más apropiado para un habitante de la rocosa Itaca. Menelao se muestra dispuesto a cumplir con lo pedido por Telémaco, y cambió los caballos y el equipo de caballos que le había dado por un cuenco de vino hecho por el dios Hefesto. Telémaco comienza entonces su viaje de regreso a casa. Pero en Ítaca, los pretendientes han decidido tenderle una emboscada a Telémaco y matarlo, antes de que alcance (669) "la medida de la hombría" y empiece a causarles problemas: en el Libro 2 Telémaco es considerado un niño que no representa ninguna amenaza; para el final del Libro 4 tienen miedo de que se esté convirtiendo en un hombre que pueda hacerles frente. La Telemaquia bruscamente llega a su fin con este drama de intriga.  
Normalmente, en el viaje del héroe, recibirá ayuda de la figura de un guía. En la Odisea, Atenea aparece como tal de ambos: Odiseo y Telémaco. En el libro I, Atenea visita a Telémaco disfrazada del mortal Mentes para poner al joven hombre en acción. Atenea también aconseja a Telémaco con la apariencia de un hombre llamado Méntor -de ahí el significado de la palabra "mentor"cuyo uso data de la novela de Fénelon, Las Aventuras de Telémaco.